# Northern Mindanao
Northern Mindanao (ook wel Regio X) is een van de 17 regio's van de Filipijnen. Het regionale centrum is Cagayan de Oro City. Volgens de officiële telling uit 2010 had de regio een inwonertal van 4.297.323 mensen verdeeld over een oppervlakte van 16.924,9 km². 

## Geografie

### Bestuurlijke indeling
Northern Mindanao is onderverdeeld in vijf provincies en twee onafhankelijke steden. 

#### Provincies
- Bukidnon
- Camiguin
- Lanao del Norte
- Misamis Occidental
- Misamis Oriental

Deze provincies zijn weer onderverdeeld in 6 steden en 85 gemeenten.

#### Steden
- Cagayan de Oro City
- Iligan City